# MTV Asia Awards 2005
Die MTV Asia Awards 2005 wurden am 3. Februar 2005 im Impact Mueang Thong Thani in Pak Kret, Thailand vergeben. Die vierte Veranstaltung der MTV Asia Awards wurde von Alicia Keys moderiert.
Auf Grund der Eindrücke der Erdbebenkatastrophe im Indischen Ozean 2004 wurde die Veranstaltung in MTV Asia Aid umbenannt und alle Erlöse gingen an UNICEF.
Auftritte gab es von Asha Bhosle, Bird Thongchai McIntryre, Hoobastank, Good Charlotte, Jay Chou, Kelly Clarkson, Namie Amuro, Rain, Simple Plan, Siti Nurhaliza, Slank und Tata Young. Gezeigt wurde auch ein Live-Video von Ronan Keating, das er eine Woche vorher in Phuket aufgenommen hatte. Dort hatte der Tsunami sehr stark gewütet. Außerdem gab es mehrere Videomessages, unter anderem von UN-Generalsekretär Kofi Annan, 50 Cent, Ashanti, Black Eyed Peas, Bryan Adams, Enrique Iglesias, Franz Ferdinand, Jackie Chan, Jennifer Lopez, Joss Stone, Keane, Moby, Nelly, Ricky Martin, Robbie Williams, Shakira und Sting.

## Nominierte und Gewinner
Die Sieger sind vorangestellt und fett markiert.

### International Awards

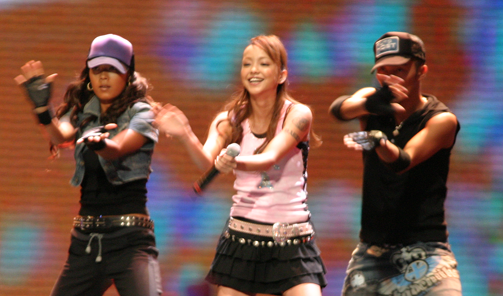
Namie Amuro

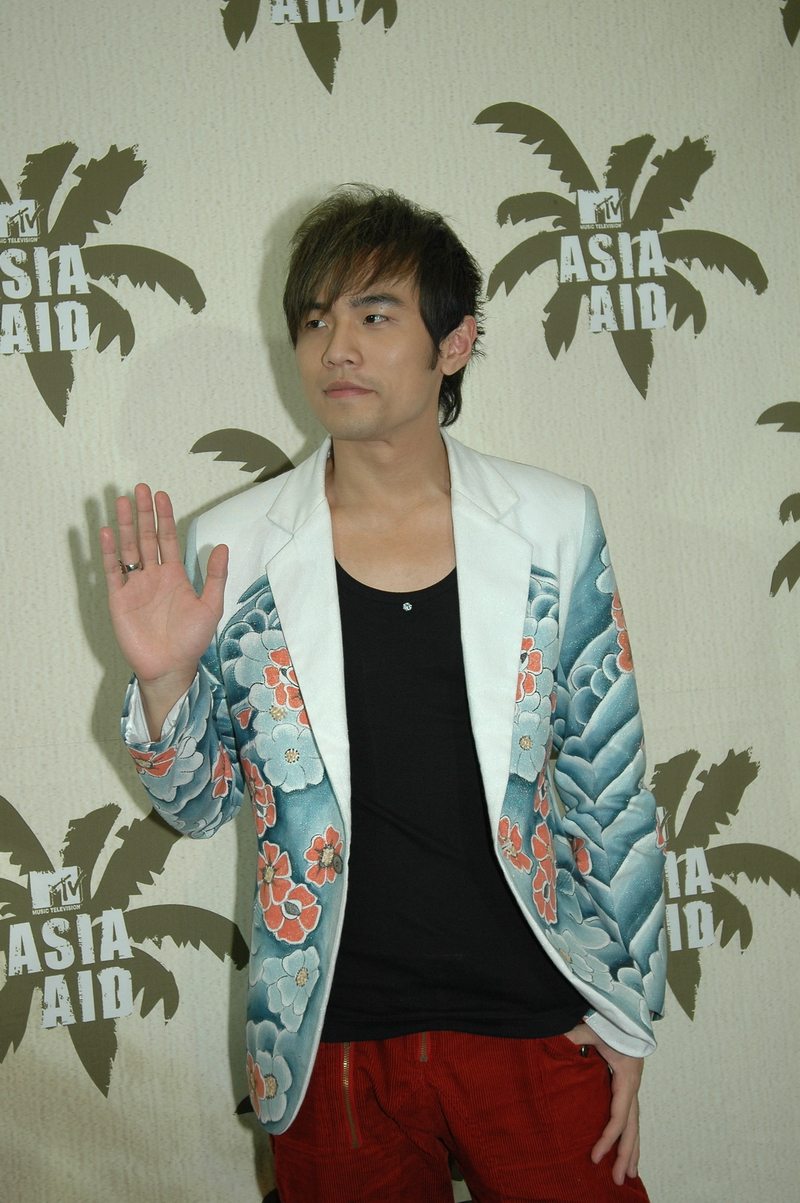
Jay Chou

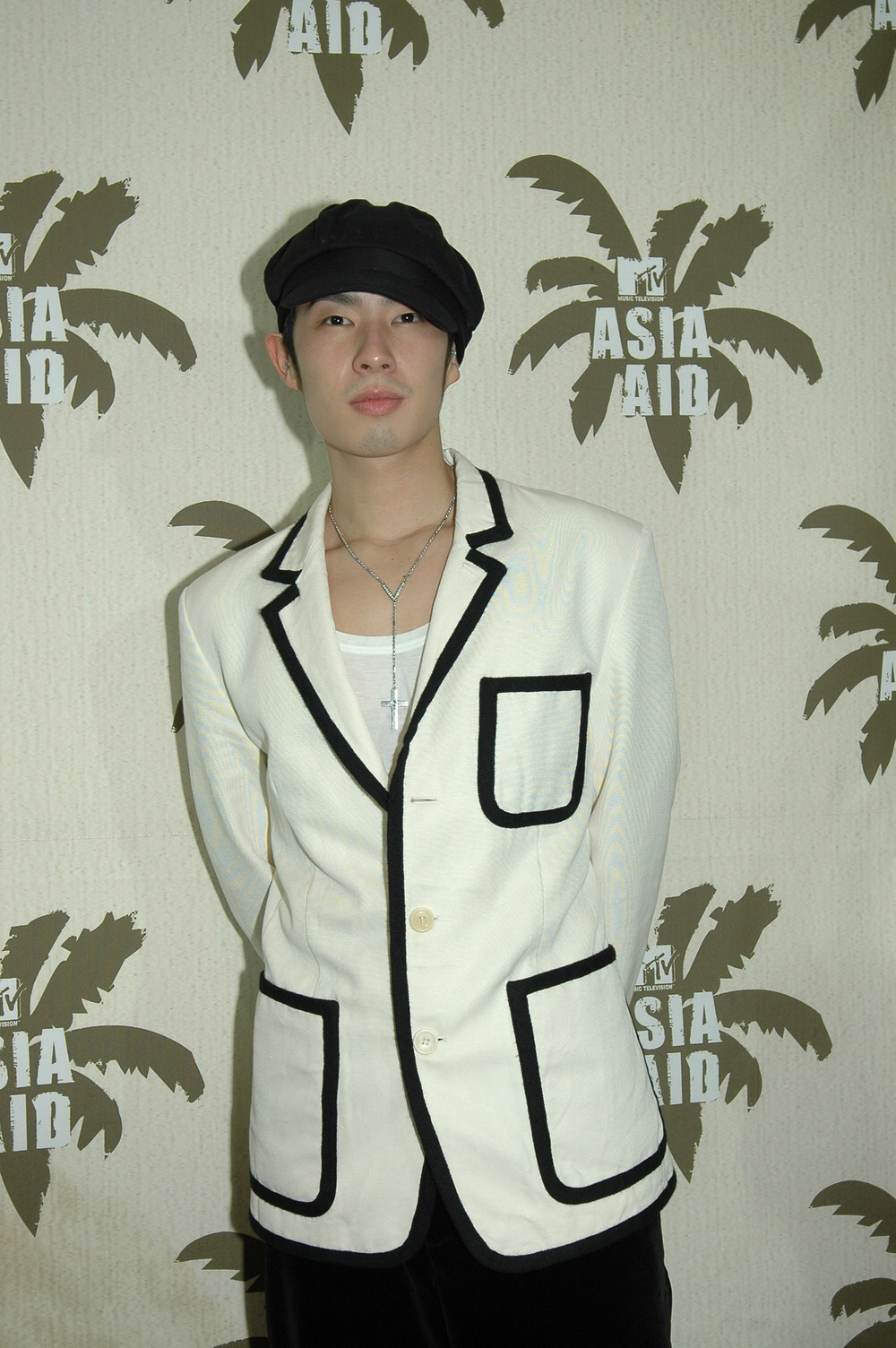
Vanness Wu

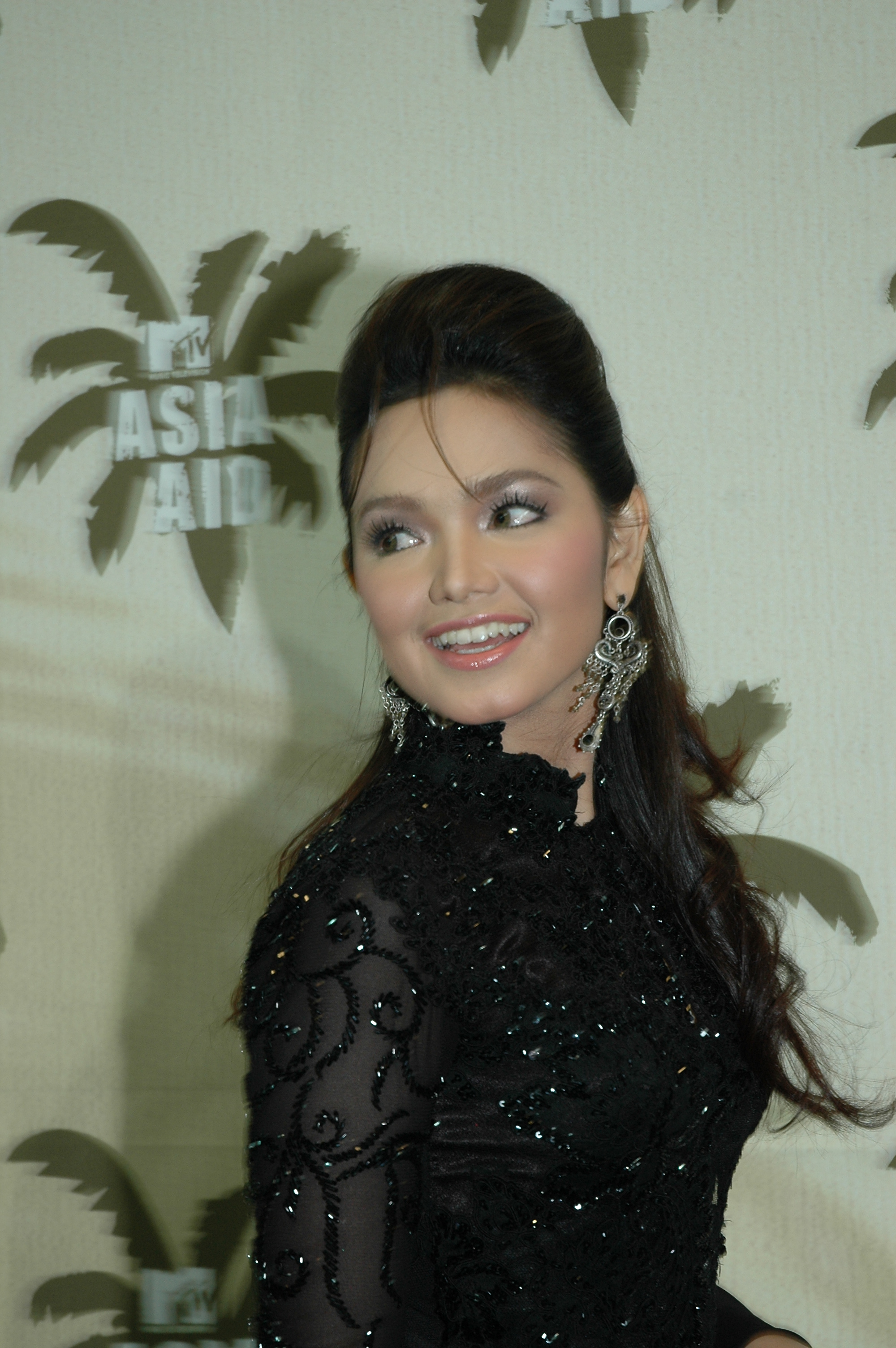
Siti Nurhaliza

#### Favorite Pop Act
Simple Plan
- Blue
- Keane
- No Doubt
- Outkast

#### Favorite Rock Act
Hoobastank
- Green Day

- Jet
- Sum 41
- The Rasmus

#### Favorite Video
Maroon 5 – She Will Be Loved
- Franz Ferdinand – Take Me Out
- Jet – Are You Gonna Be My Girl
- Keane – Everybody's Changing
- Kylie Minogue – Red Blooded Woman

#### Favorite Female Artist
Avril Lavigne
- Alicia Keys
- Britney Spears
- Kylie Minogue
- Norah Jones

#### Favorite Male Artist
Usher
- Enrique Iglesias
- Josh Groban
- Nelly
- Robbie Williams

#### Favorite Breakthrough Artist
Ashlee Simpson
- Jet
- Joss Stone
- Keane
- The Rasmus

### Regional Awards

#### Favorite Artist Mainland China
Sun Yue
- Huaer Band
- Jin Haixin
- Sha Bao;iang
- Sun Nan

#### Favorite Artist Hong Kong
Joey Yung
- Andy Lau
- Jacky Cheung
- Leo Ku
- Twins

#### Favorite Artist India
Strings
- Bombay Vikings
- Jagjit Singh
- Harry Anand
- Shaan

#### Favorite Artist Indonesia
Peterpan
- Agnes Monica
- Ari Lasso
- Glenn Fredly
- Ten 2 Five

#### Favorite Artist Korea
Rain
- Lee Soo-young
- Seven
- Shinhwa
- Shin Seung-hun

#### Favorite Artist Malaysia
Siti Nurhaliza
- Misha Omar
- Ruffedge
- Spider
- Too Phat

#### Favorite Artist Philippines
Rivermaya
- Bamboo
- Dice and K9
- Parokya ni Edgar
- Radioactive Sago Project

#### Favorite Artist Singapore
Stefanie Sun
- A-do
- Electrico
- Huang Yida
- Pug Jelly

#### Favorite Artist Taiwan
Jay Chou
- F.I.R.
- Jolin Tsai
- Mayday
- S.H.E

#### Favorite Artist Thailand
Silly Fools
- A Cappella 7
- Joey Boy
- Lanna Commins
- Modern Dog

### Special awards

#### The Asian Film Award
- Kung Fu Hustle

#### Voice of Asia
- Siti Nurhaliza

#### Inspiration Award
- Opfer des Tsunamis 2004